# Phyllanthus acutissimus
Phyllanthus acutissimus là một loài thực vật có hoa trong họ Diệp hạ châu. Loài này được Miq. miêu tả khoa học đầu tiên năm 1859.